# Colpochila rufocastanea
Colpochila rufocastanea är en skalbaggsart som beskrevs av Lea 1930. Colpochila rufocastanea ingår i släktet Colpochila och familjen Melolonthidae. Inga underarter finns listade i Catalogue of Life.